# 郝帥
郝 帥（かく すい、拼音:Hǎo Shuài、仮名転写:ハオ シュアイ、1983年10月1日 - ）は、中国天津市出身の卓球選手。最高世界ランク7位。
乗ったら手がつけられない爆発力があり、2008年のパナソニックチャイナオープンでは北京オリンピックメダリスト3人（王励勤、王皓、馬琳）を連破して優勝した。
左利きの利点を生かしてダブルスも巧みで、2006年のプロツーグランドファイナルで優勝している。
2009年のコリアオープンでは、決勝に進出したが水谷隼に敗れた。
2011年の第51回世界卓球選手権個人戦代表選考では2位となったが、王励勤や陳玘と比べて対外的な成績で劣ることを理由に、混合ダブルスのみの出場し、木子とのペアで銀メダルを獲得した。
2021-22シーズン、Tリーグの岡山リベッツへの加入を発表した。

## 主な戦績
- 2003年
  - ITTFプロツアーグランドファイナル　男子シングル準優勝
- 2006年
  - 第48回世界選手権ブレーメン大会 男子団体優勝
  - ITTFプロツアーグランドファイルナル（2006 香港） 男子ダブルス優勝（馬龍と）
- 2007年
  - 第49回世界選手権ザグレブ大会 男子シングルス ベスト8
  - アジア選手権揚州大会 男子ダブルス優勝（馬龍と）
- 2008年
  - 第49回世界選手権広州大会 男子団体優勝
  - ITTFプロツアーパナソニック・チャイナオープン 男子シングルス優勝
- 2009年
  - 第50回世界選手権横浜大会 男子ダブルス3位（張継科と）
  - 第50回世界選手権横浜大会 混合ダブルス3位（常晨晨と）
  - ITTFプロツアーコリアオープン 男子シングルス準優勝
- 2011年
  - 第51回世界選手権ロッテルダム大会 混合ダブルス準優勝（木子と）
- 2013年
  - 第52回世界選手権パリ大会 男子ダブルス準優勝（馬琳と）